# Бронестекло

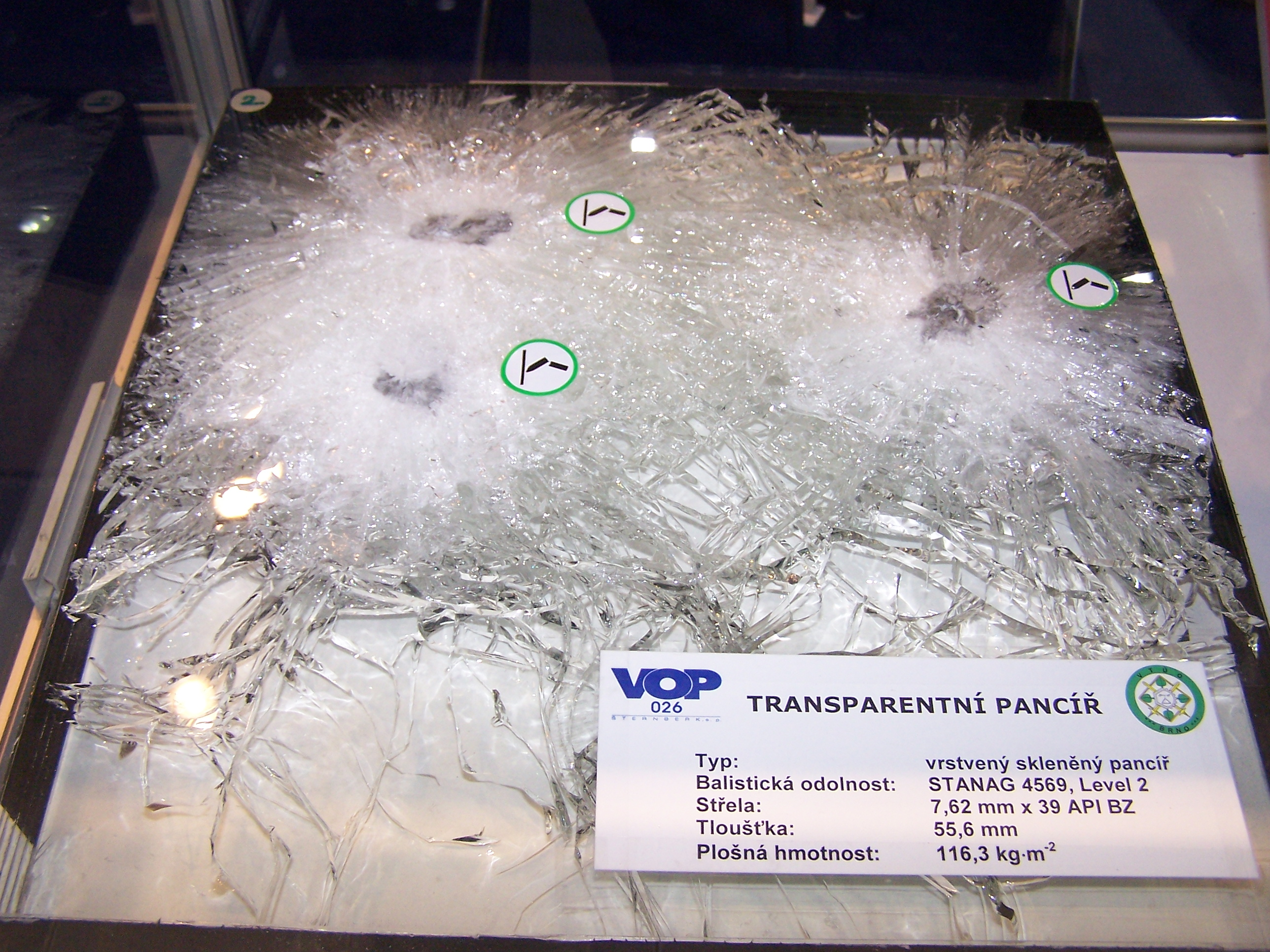
Испытания стеклоблока поверхностной плотностью 116 кг/м² при толщине 55.6 мм по требованиям стандарта НАТО STANAG 4569, уровень 2. Три поражения пулей БЗ патрона 7,62 × 39 мм без пробития. Результат: полная потеря прозрачности

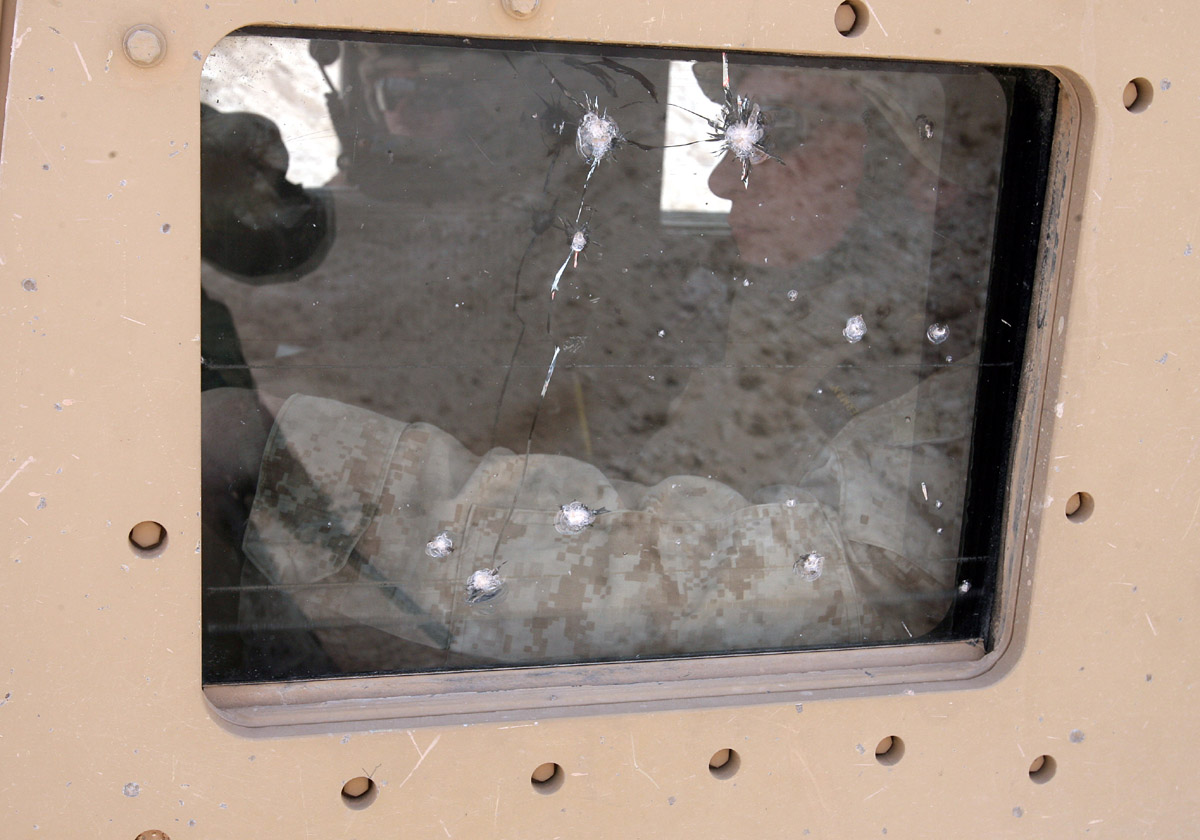
Бронестекло спасло солдат от смерти

Бронестекло (или прозрачная броня, пуленепробиваемое стекло) — броня, получаемая соединением слоёв силикатного стекла (закалённого, отпущенного, упрочнённого химическим травлением) со слоями полиуретанов, метилметакрилатов и поликарбонатов. Назначением прозрачной брони является защита людей, вооружения и военной техники от воздействия поражающих средств — пуль и осколков боеприпасов. В России для бронестёкол действует межгосударственный стандарт ГОСТ 30826—2014.
Требование оптической прозрачности и стремление обеспечить повышенное сопротивление внедрению высокоскоростного ударника обусловливают использование при изготовлении прозрачной брони упрочнённого силикатного стекла или иных высокотвёрдых прозрачных материалов (например, оксинитрида алюминия, оксида алюминия (сапфир), алюмомагнезиальной шпинели), обладающих повышенной прочностью на сжатие.
При этом уменьшение склонности к хрупкому разрушению таких материалов достигается, отчасти, конструктивным путём — составлением стеклоблока из ряда слоёв материала, соединяемых в монолит прозрачной полимерной клеящей плёнкой.

## История создания
Применение бронестекла началось в конце 1930-х годов и было вызвано развитием военной авиации. Вслед за появлением прозрачного фонаря кабины пилота из безосколочного органического стекла появляется необходимость защиты лётчика от пулемётного огня самолётов противника. Ввиду жёстких массовых и габаритных ограничений, присущих авиации, защита лётчика могла быть обеспечена лишь от самого малого (и наиболее массового) калибра пулемётно-пушечного вооружения того периода 7,62—7,92 мм. Это в полной мере относится как к прозрачной, так и к непрозрачной (металлической) броне, последняя по массе, выделенной на защиту самолёта, заметно превосходила прозрачную броню. В период Второй мировой войны прозрачная броня устанавливалась практически на всех типах боевых самолётов воюющих государств — истребителях, истребителях-бомбардировщиках, штурмовиках и бомбардировщиках.
На советском штурмовике Ил-2 устанавливалась «таблетированная» прозрачная броня марки К-4. Представляла собой слоистую композицию с внешним слоем из закалённого стекла (сталинита) толщиной 34 мм, набранного из плиток 100×150 мм, и внутренним слоем или «подушкой» из органического стекла 30 мм. Выпускалась в виде плоских плит, слои соединялись тонкой плёнкой поливинилбутираля. При толщине 64 мм и массе 120 кг/м² броня К-4 не пробивалась 7,62 мм бронебойной пулей при стрельбе практически в упор (Д=30 м). В том или ином виде «таблетированная» броня применялась на всех типах советских самолётов — истребителях Яковлева Як-7 и Як-9, Лавочкина Ла-5 и Ла-7 и др. Полигонные испытания советской прозрачной брони обстрелом проводились бронебойной пулей Б-30 по нормали к поверхности брони, дистанция стрельбы составляла 30 м. К 1943 году создана улучшенная броня марки К-5 со сплошными слоями силикатного стекла, установлена на штурмовике Ил-10.
В СССР работы по созданию прозрачной брони на основе органического стекла проводились Всесоюзным институтом авиационных материалов ВИАМ. Один из создателей брони инженер М. В. Думнов. Руководители этой работы Б. В. Ерофеев и М. М. Гудимов были удостоены Сталинской премии.
На немецких самолётах широко применялась «триплексированное» бронестекло — пакет из закалённых стеклопластин, склеенных в монолит прозрачным клеем. На самолётах Fw-190 серий А4—А8 устанавливалось четырёхслойное (6+17+18+6 мм) лобовое бронестекло толщиной 50 мм под углом 25 градусов к продольной оси машины. Масса стеклоблока 14,6 кг или 120 кг/м² . Испытания брони на стойкость проводилось на образцах размером 400×330 мм одиночным обстрелом бронебойной пулей SmK 7,9 мм из пулемёта MG 17 с дистанции 50 м. В годы войны Институт баллистики Технической академии ВВС Германии Technische Akademie der Luftwaffe под руководством Г. Шардина изучал процессы последовательного разрушения слоёв стекла при пробитии прозрачной брони пулями с помощью высокочастотной искровой камеры.
В целом, противопульная прозрачная броня, при равной со стальной бронёй стойкости, имела приблизительно одинаковую с ней массу квадратного метра защиты, но в четыре раза большую толщину, последнее является, своего рода, платой за прозрачность. Аналогично стальной (металлической) броне, с увеличением угла обстрела прозрачной брони от нормали, её стойкость увеличивается (дистанция непробития брони уменьшается). Иными словами, стойкость брони положительно реагирует на изменение косинуса угла соударения. Серийная прозрачная броня периода Второй мировой войны в толщинах 50—60 мм обеспечивала защиту от 7,62—7,92-мм бронебойных пуль с нулевой дальности. При этом стеклоблок толщиной 60 мм выдерживал бронебойную пулю по нормали, а блок толщиной 50 мм — под углом, с учётом конструктивного угла установки прозрачной брони.
Использованная на истребителях «Спитфайр Mk.VB» и Р-39 «Аэрокобра» 38-мм лобовая броня фонаря кабины обеспечивала только частичную защиту от бронебойных пуль винтовочного калибра. Прозрачная броня толщиной 76 мм защищала от 12,7-мм бронебойных пуль. Лобовое бронестекло толщиной 75 мм, установленное на германском самолёте-штурмовике Hs-129, рассчитано на защиту лётчика с передней полусферы от 12,7-мм бронебойных пуль зенитного пулемёта «ДШК» с дальностей 200—300 м. Среди конструкторов бронезащиты известен парадокс, согласно которому броня поражается совсем не теми средствами (заданными ТТТ), на защиту от которых рассчитана. В действительности имеются свидетельства очевидцев времён войны о защите (спасении) лётчика при прямых попаданиях 20-мм разрывного снаряда в лобовое бронестекло кабины Ил-2.
Поскольку заданная тактико-техническими требованиями (ТТТ) боевая живучесть Ил-2 была реализована применительно к действию бронебойных пуль нормального калибра (7,62—7,92 мм), нет ничего странного в итоговой оценке результатов боевого применения Ил-2: «Лобовые бронестекла кабины летчика не выдерживали поражений и разрушались от попадания пуль крупного калибра, малокалиберных снарядов и зенитных осколков, давая при этом многочисленные осколки стекла, приводящие к ранениям летчика». Сразу после войны эти недостатки были учтены. Тактико-техническими требованиями 1945 года (ТТТ-45) ставилось требование обеспечения броневой защиты экипажа штурмовиков от боеприпасов пушки HS-404 калибра 20 мм с дистанции стрельбы 50 м.
На заключительном этапе войны происходит резкое увеличение толщин прозрачной брони, установленной на немецких реактивных истребителях Ме 163, Ме 262, He 162, Не 280 и др. Указанное было связано с тактикой их боевого применения по бомбардировщикам союзников (США и Великобритании), оборонительное вооружение которых было широко представлено крупнокалиберными 12,7-мм пулемётами «Кольт-Браунинг». В этом случае действие 12,7-мм пуль по броне самолёта-перехватчика происходило, в том числе, на встречных курсах, то есть при сложении векторов скоростей, при собственной скорости реактивного самолёта V=200 м/c. С учётом этого обстоятельства, на новых реактивных истребителях устанавливалось усиленное бронирование лётчика и некоторых уязвимых агрегатов только со стороны передней полусферы с обеспечением полной защиты от указанного калибра. Прозрачная броня фонаря кабины рассчитывалась на действие 12,7-мм бронебойных пуль и имела толщину 90—100 мм, толщины поперечной стальной брони, перекрывающей сечение фюзеляжа, также достигали рекордных для авиации значений 15 и 20 мм.

### Послевоенное развитие прозрачной брони

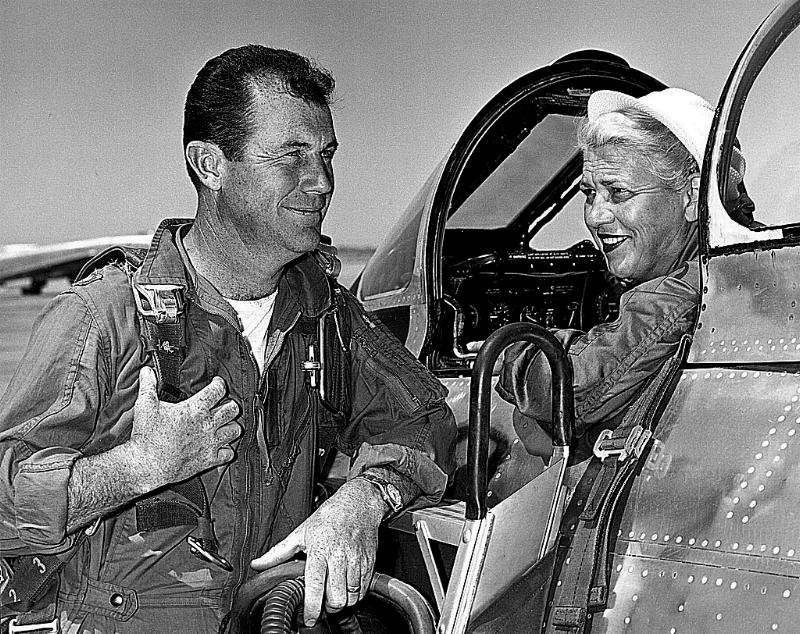
Жаклин Кокран в кабине F-86 Sabre (основного истребителя США времён Корейской войны) и Чарльз Йегер. Лобовое бронестекло козырька имело скорее символическое значение, и по толщине значительно уступало аналогичному советского МиГ-15. Приоритет лучшей обзорности кабины F-86 («владение обстановкой»), а не живучести/защищённости. Высвободившаяся масса — в пользу более совершенного БРЭО, в том числе радиолокационного прицела.

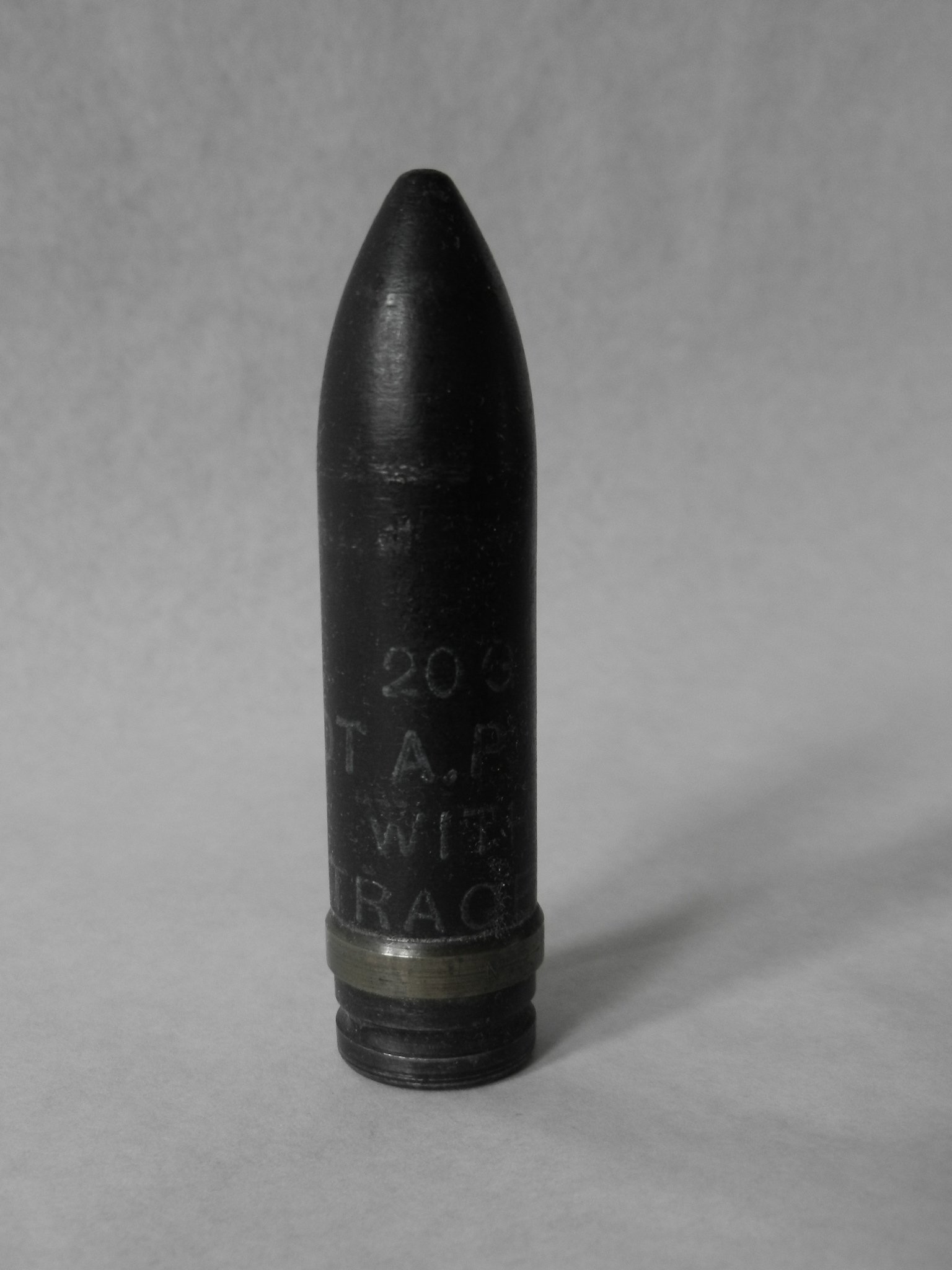
20-мм бронебойно-трассирующий снаряд пушки Испано-Сюиза.

В СССР вплоть до окончания войны требования по защите лётчика (экипажа) прозрачной бронёй ограничивались исключительно калибром 7,62—7,92 мм. После окончания войны, в конце 1940-х годов возникла необходимость защиты кабины и от огня 12,7-мм пулемётов A/N M2 «Кольт-Браунинг», являвшихся стандартным вооружением реактивных самолётов-истребителей ВВС США, в том числе по опыту войны в Корее. Специалистами ВИАМ было установлено положительное влияние металлической обоймы на стойкость прозрачной брони. И на реактивных самолётах истребителях и истребителях-бомбардировщиках выпуска 1950-х и 1960-х и 1970-х годов прозрачная броня кабины имела стандартное металлическое обрамление.
В начале 1950-х годов в СССР, не без влияния немецкой практики защиты реактивных истребителей, была создана авиационная прозрачная броня для защиты от бронебойно-трассирующего (AP-T) снаряда М75 20-мм авиапушки Испано-Сюиза HS-404, масса снаряда 165 г, см. рисунок. Пушка HS-404 обладала наибольшей среди авиапушек этого калибра дульной энергией. Такая броня толщиной 124 мм была создана ВИАМом при участии М.В. Думнова, руководитель работ Б.В. Перов, и установлена, в частности, на штурмовике Ил-40 (см. Ссылки), истребителе-бомбардировщике Су-7 и некоторых других летательных аппаратах. Однако столь тяжёлая пассивная защита, её масса составляла порядка 280 кг/м2 масса стеклоблока 43 кг, с связи с бурным развитием в этот период сверхзвуковой авиации и ракетного вооружения самолётов, вскоре стала анахронизмом, и при переходе к следующему поколению самолётов 1970-х годов от неё отказались. В этот же период, в связи со сменой военной доктрины СССР, отказались и от самих самолётов-штурмовиков. В США в 1950-е годы был принят на вооружение ВМС лёгкий палубный штурмовик А-4 «Скайхок», прослуживший в строевых частях более 25 лет и широко применявшийся практически во всех локальных конфликтах 1960-х, 1970-х и 80-х годов.

## Современное применение бронестекла

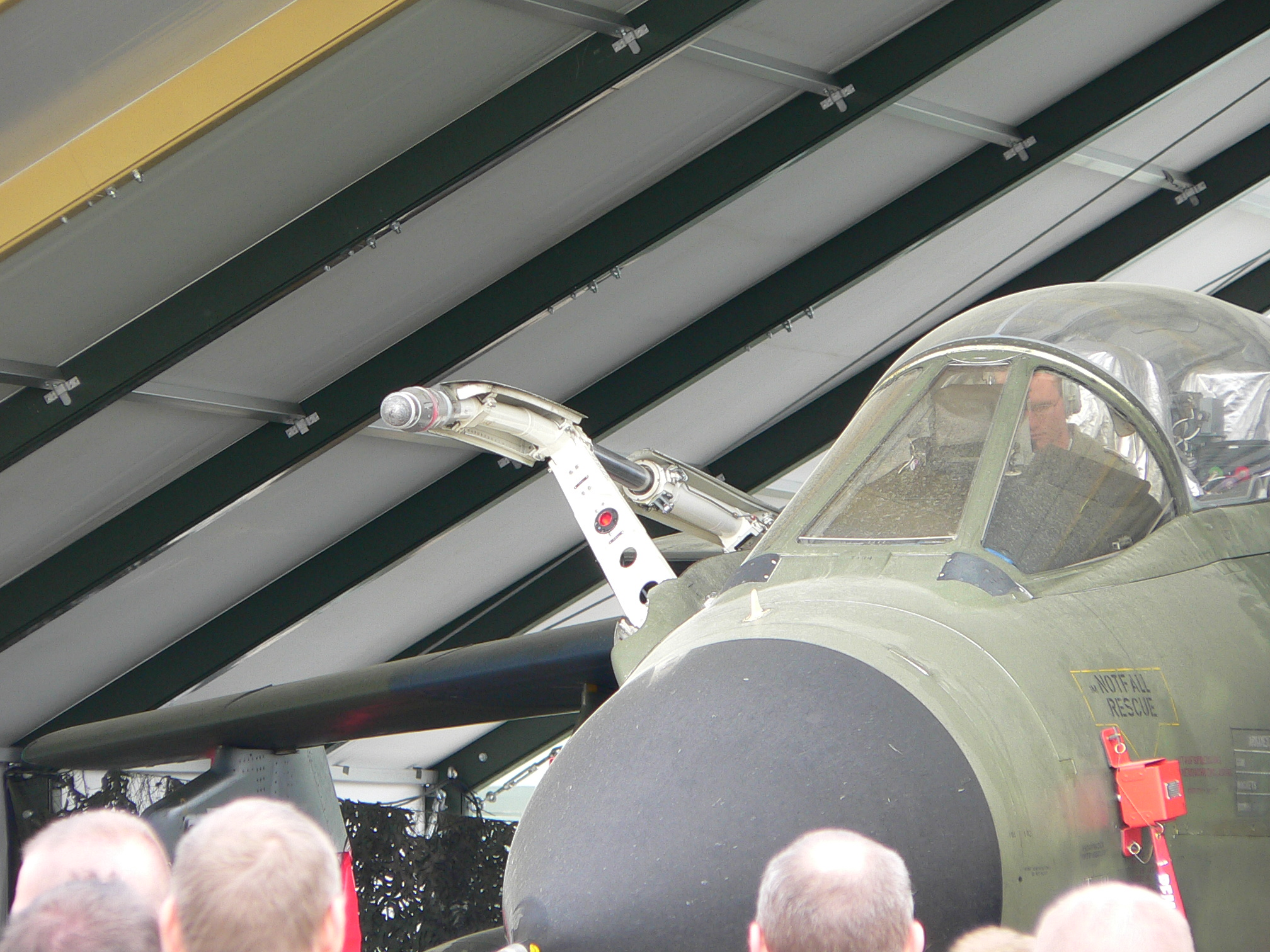
Лобовое бронестекло истребителя-бомбардировщика Панавиа «Торнадо»

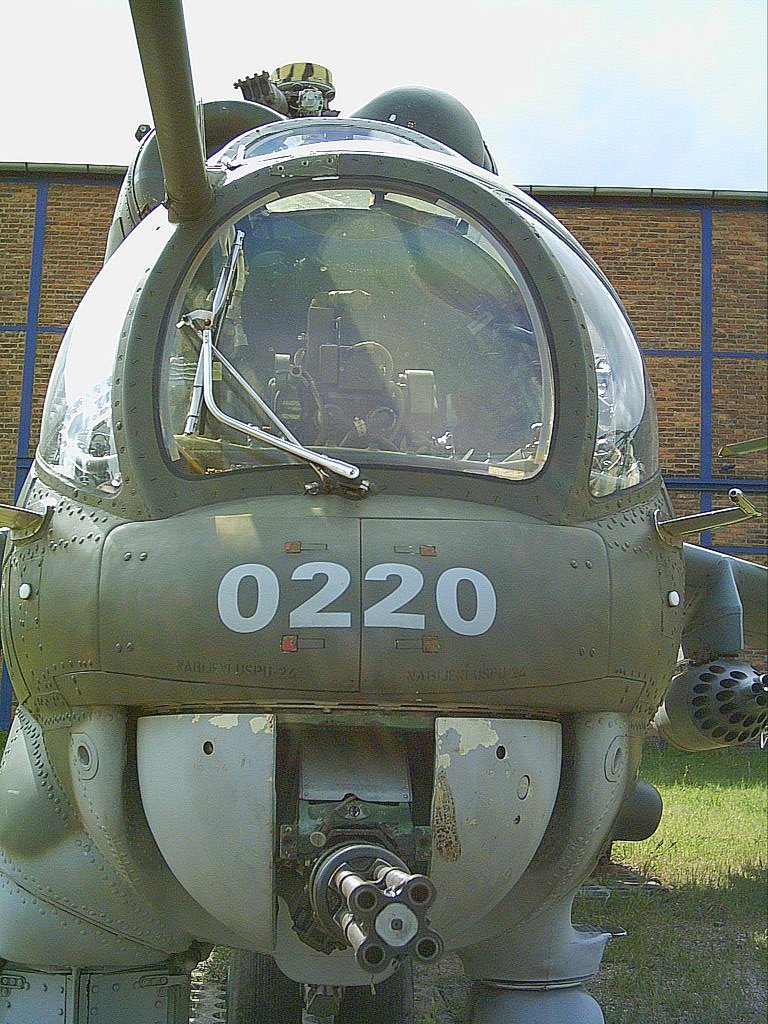
Лобовое бронестекло кабины вертолёта Ми-24. Внизу 4-ствольный пулемёт ЯкБ-12,7.

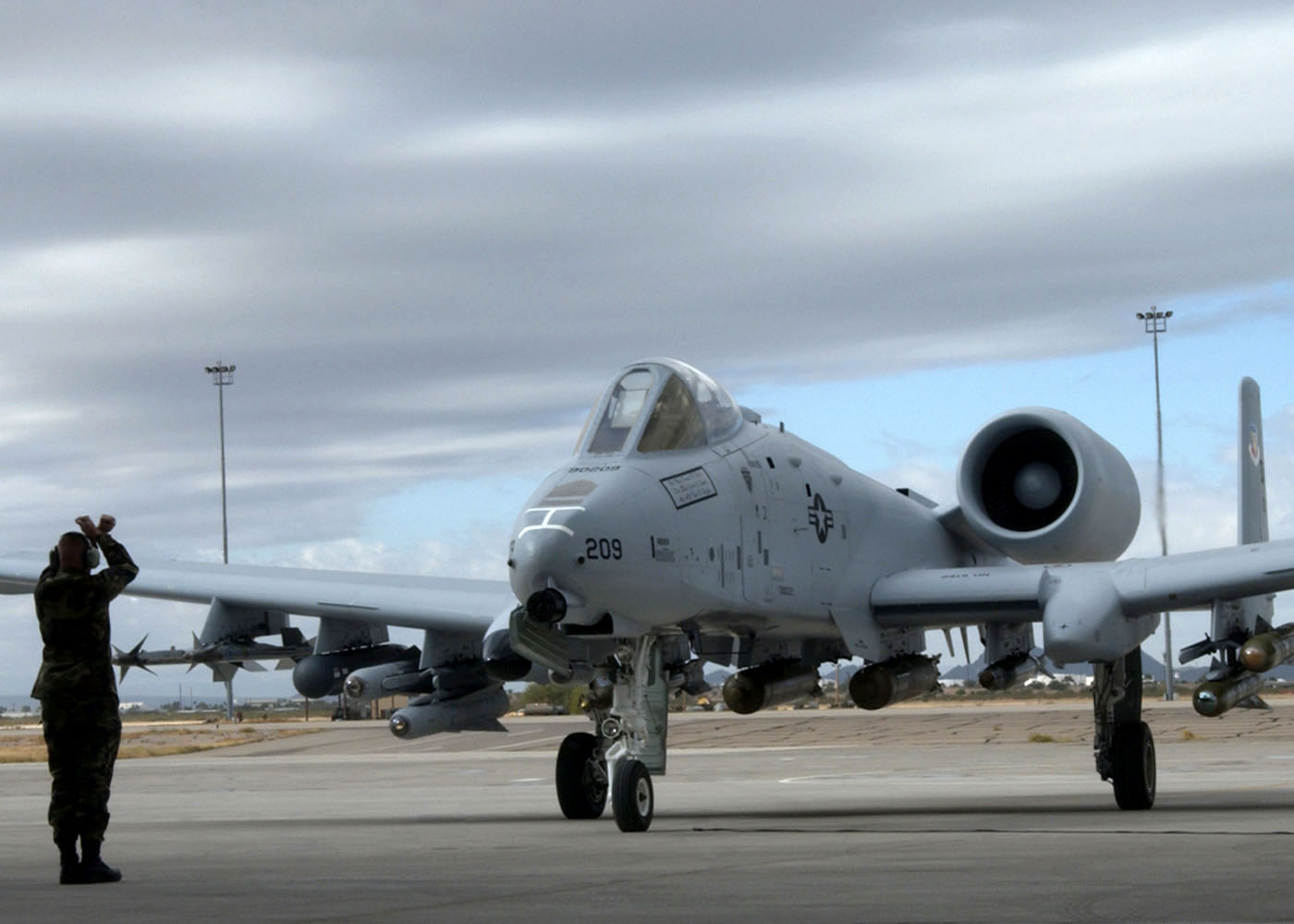
Модернизированный A-10C Thunderbolt II с новым фонарём кабины, лобовое бронестекло козырька.

бронестекло для пулемётчика

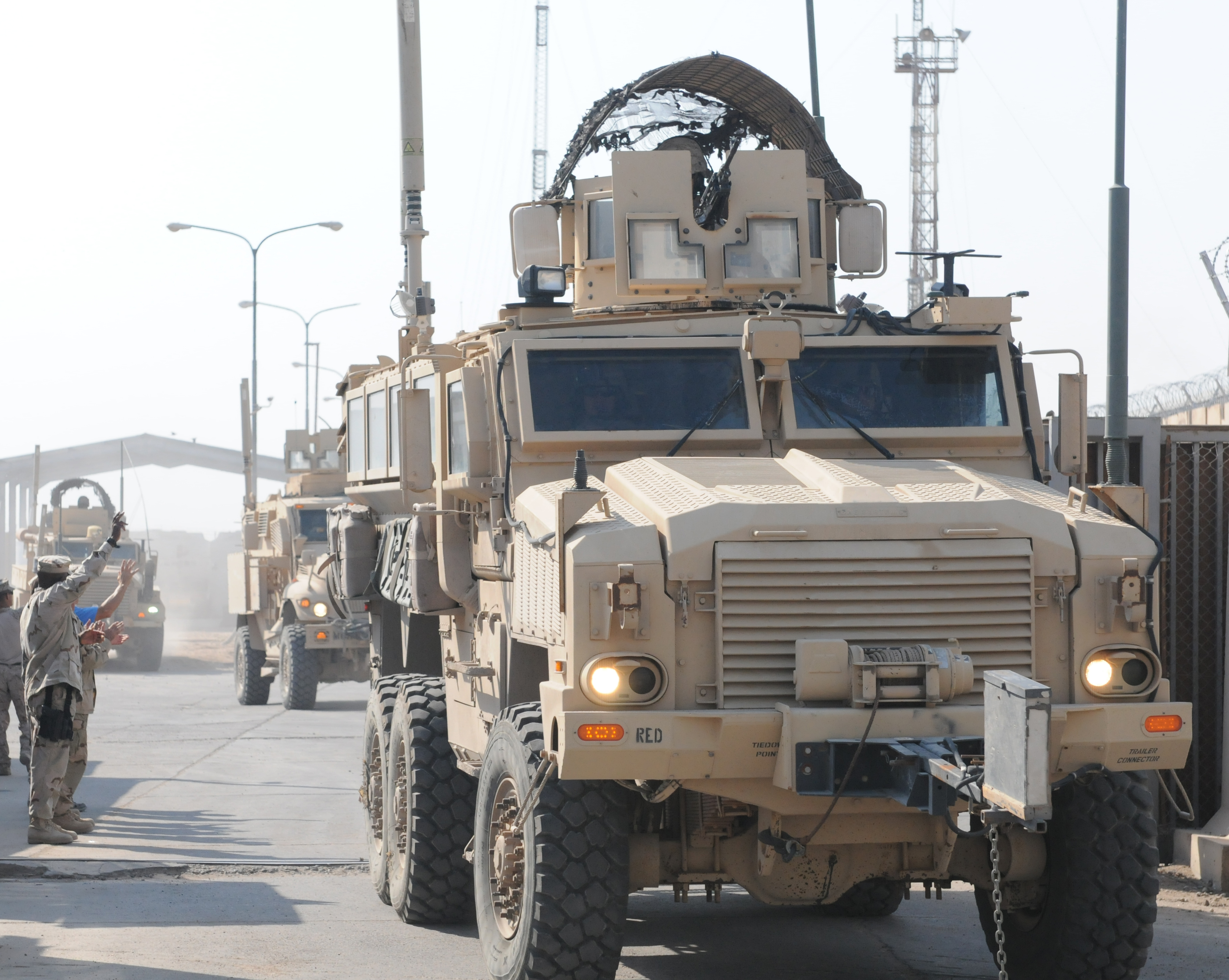
американский бронированный военный грузовик с бронестёклами в Ираке

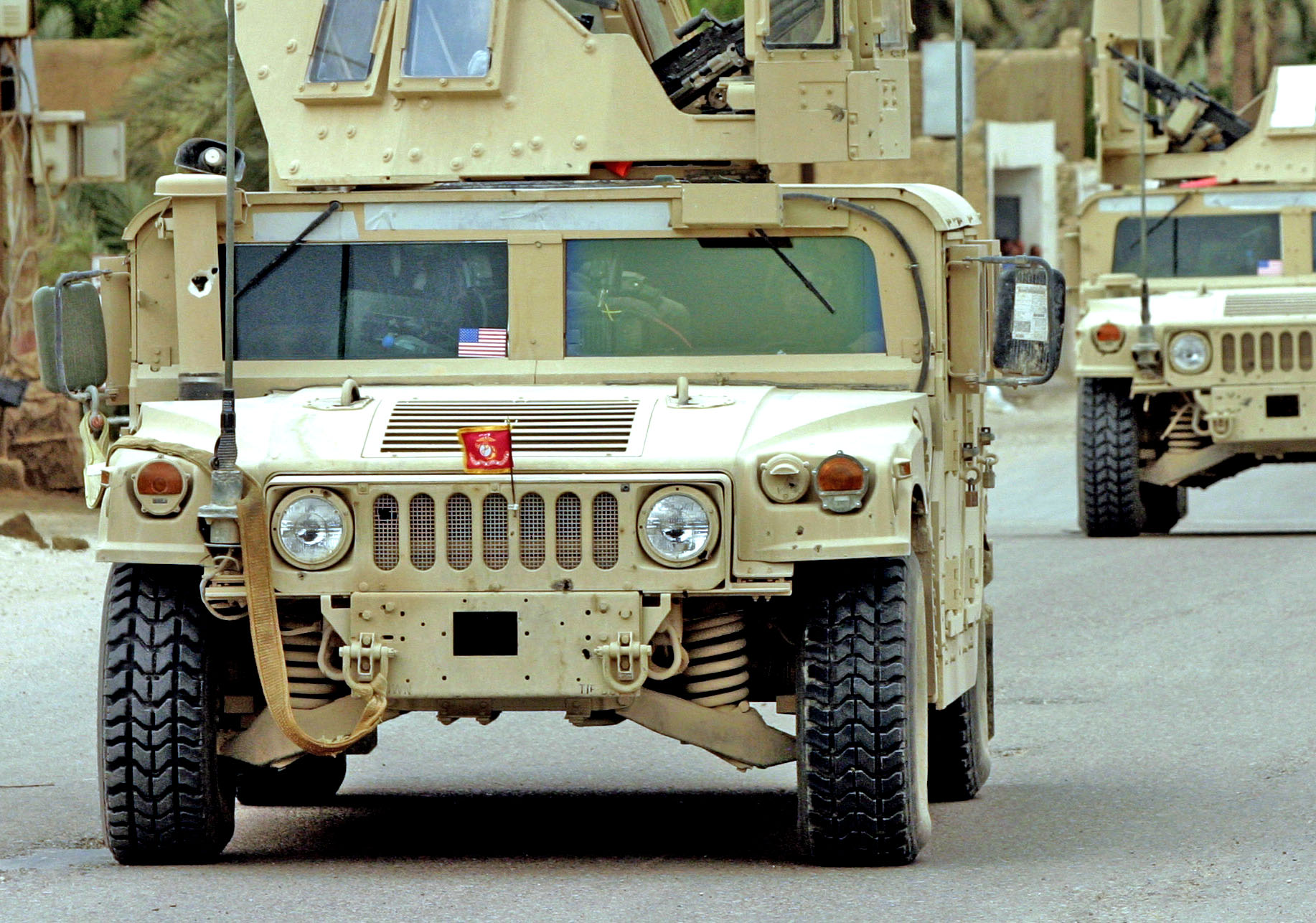
американский военный бронированный джип с бронестёклами

По современным представлениям прозрачная броня, наряду с непрозрачной бронёй кабины пилота, является одним из элементов обеспечения боевой живучести летательных аппаратов (ЛА).
На самолётах-истребителях США третьего и четвёртого поколений (1970—1980 годов) прозрачная броня кабины практически отсутствует. В случаях установки прозрачной брони, например, на многоцелевом истребителе F-4E Phantom или палубном истребителе F-14 Tomcat, её толщины минимальны, и составляют 32 мм, а сама броня имеет скорее символическое значение. На палубном истребителе-бомбардировщике F/A-18 прозрачная броня отсутствует. Сказанное связано с рядом обстоятельств. В том числе, с принципиальным изменением средств поражения этого класса ЛА, вызванного заменой стрелково-пушечного вооружения истребителей на управляемое ракетное оружие с боевыми частями осколочного типа, укомплектованными неконтактными взрывателями. В этих условиях расположение точек подрыва боевой части ракеты относительно ЛА и кабины пилота (то есть направлений подхода поражающих элементов к броне) приобретает равновероятный характер, и, как следствие, исчезает само представление о предпочтительных направлениях действия поражающего средства.
Вместе с тем, прозрачная броня используется для защиты экипажей боевых вертолётов, действующих в зонах досягаемости огня автоматического пехотного оружия. В 1971 году в СССР на вооружение принят транспортно-боевой вертолёт Ми-24. Фонари кабин Ми-24 состоят из боковых панелей двойной кривизны из оргстекла и плоских лобовых пулестойких стеклоблоков. Широкие лобовые бронеблоки обеих, расположенных тандемом, кабин экипажа вместе со стальной бронёй кабины толщиной 4—5 мм защищают переднюю проекцию штурмана-оператора и пилота вертолёта от 7,62-мм пуль пехотного оружия.
Прозрачная броня применяется для защиты кабины современных ударных вертолётов Ми-28 и Ка-50, передние и боковые окна которых выполнены из броневых стеклоблоков. По данным разработчиков, обеспечивается защита указанных машин от бронебойных пуль калибра 12,7 мм и 20-мм снарядов. Кабина бронированного штурмовика Су-25 с передних направлений обстрела также защищена прозрачным бронеблоком ТСК-137 толщиной 65 мм.

## Требования к прозрачной броне
Прозрачная броня, применяемая на военных летательных аппаратах, должна обладать двумя обязательными качествами:
- При пробитии поражающим средством давать минимум вторичных осколков;
- При взаимодействии с этими средствами обеспечивать сохранение прозрачности на максимально возможной площади.

Первое требование, относящееся также к остеклению фонаря кабины, направлено на устранение возможности поражения или ранения экипажа вторичными осколками, образующимися при пробитии хрупких преград. Потеря прозрачности бронестёкол, в частности на одноместных самолётах, практически эквивалентна их выводу из строя.

## Прозрачная броня в наземной технике
Требования к прозрачной броне боевых бронированных машин лёгкой весовой категории определяются действующим в НАТО стандартом STANAG 4569. Стандартом предусматриваются несколько уровней защиты, переход от первого к следующим уровням, соответствует увеличению степени защищённости. Представления о применяемых толщинах и массах прозрачной брони дают нижеприведённые таблицы.
| Толщина брони, мм | Национальный стандарт | Оружие/ боеприпас                  | Калибр                        | Средство испытания, тип пули                           | Масса пули, г       | Ударная скорость, м/с | Кол-во зачётных попаданий*                               | Масса брони, кг/м2 | Условия испытаний                   |
| ----------------- | --------------------- | ---------------------------------- | ----------------------------- | ------------------------------------------------------ | ------------------- | --------------------- | -------------------------------------------------------- | ------------------ | ----------------------------------- |
| 40                | STANAG 4569 Уровень 1 | Винтовка и осколочный имитатор FSP | 5,56 мм 5,56 мм 7,62 мм 20 мм | 5,56×45 ss109 M193 простая 7,62×51 простая и 20 мм FSP | 4,00 3,56 9,65 53,8 | 900 937 833 550       | 3 попадания в вершинах треуг-ка 120 мм FSP — 1 попадание | 90                 | При t окр. среды                    |
| 48                | STANAG 4569 Уровень 1 | Винтовка и осколочный имитатор FSP | 5,56 мм 5,56 мм 7,62 мм 20 мм | 5,56×45 ss109 M193 простая 7,62×51 простая и 20 мм FSP | 4,00 3,56 9,65 53,8 | 900 937 833 550       | 3 попадания в вершинах треуг-ка 120 мм FSP — 1 попадание | 112                | t −19° и +49°С                      |
| 58                | STANAG 4569 Уровень 2 | Винтовка и осколочный имитатор FSP | 7,62 мм 20 мм                 | 7,62×39 мм, пуля «БЗ» и 20 мм FSP                      | 7,77 53,8           | 695 630               | 3 попадания в вершинах треуг-ка 120 мм FSP — 1 попадание | 132                | При t окр. среды                    |
| 64                | STANAG 4569 Уровень 2 | Винтовка и осколочный имитатор FSP | 7,62 мм 20 мм                 | 7,62×39 мм, пуля «БЗ» и 20 мм FSP                      | 7,77 53,8           | 695 630               | 3 попадания в вершинах треуг-ка 120 мм FSP — 1 попадание | 151                | «БЗ» при +75°С FSP при t окр. среды |
| 71                | STANAG 4569 Уровень 2 | Винтовка и осколочный имитатор FSP | 7,62 мм 20 мм                 | 7,62×39 мм, пуля «БЗ» и 20 мм FSP                      | 7,77 53,8           | 695 630               | 3 попадания в вершинах треуг-ка 120 мм FSP — 1 попадание | 161                | «БЗ» при +75° FSP при −31°С         |
| 96                | STANAG 4569 Уровень 3 | Винтовка и осколочный имитатор FSP | 7,62 мм 20 мм                 | 7,62×54 мм Б-32 и 20 мм FSP                            | 10,04 53,8          | 854 770               | 3 попадания в вершинах треуг-ка 120 мм FSP — 1 попадание | 224                | Б-32 при +65° FSP при −40°С         |
| 102               | STANAG 4569 Уровень 3 | Винтовка и осколочный имитатор FSP | 7,62 мм 20 мм                 | 7,62×54 мм Б-32 7,62×51 AP FFV и 20 мм FSP             | 10,04 8,4 53,8      | 854 930 770           | 3 попадания в вершинах треуг-ка 120 мм FSP 1 попадание   | 239                | FFV при t окр. среды FSP при −40°С  |

Примечания к таблице:
FSP — (англ.) fragment simulating projectile — стандартный (в НАТО) осколочный имитатор. Цилиндрический боёк с площадкой притупления и высотой, приблизительно равной диаметру. В калибре 20 мм имитирует типовой осколок 155 мм осколочно-фугасного снаряда. Согласно требованию стандарта, при переходе от уровня 1 к уровню 3 наблюдается увеличение ударной скорости FSP с 550 до 770 м/с, чему соответствует уменьшение дистанции подрыва снаряда со 100 до 60 м.
Патрон 7,62×51 мм НАТО с бронебойной пулей Bofors FFV (WC) содержит сердечник из карбида вольфрама. Характеризуется повышеным бронепробивным действием.
* Количество зачётных попаданий (требуемое) — определяет живучесть стеклоблока при обстреле.
В последнее десятилетие рядом стран проводятся НИОКР по разработке более эффективной прозрачной брони, обладающей, при сохранении достигнутого уровня противопульной стойкости, меньшей массой и толщиной, и базирующейся на принципе построения комбинированной брони с высокотвёрдым лицевым керамическим слоем. Одним из перспективных материалов прозрачной керамики для брони является искусственный монокристаллический сапфир. 
Ниже представлены сравнительные характеристики прозрачной брони компании Saint-Gobain (США) на основе монокристаллического сапфира, выращенного по технологии EFG™ (Edge-defined Film-fed Growth).
Сравнительные характеристики прозрачной брони с монослоем сапфира и традиционной прозрачной брони на основе силикатов
| Средство испытания, тип пули | Кол-во зачётных попаданий | Толщина бронестекла, мм | Толщина ПБ с сапфиром, мм | Выигрыш по толщине сапфировой брони | Масса бронестекла, кг/м2 | Масса ПБ с сапфиром, кг/м2 | Выигрыш по массе сапфировой брони |
| ---------------------------- | ------------------------- | ----------------------- | ------------------------- | ----------------------------------- | ------------------------ | -------------------------- | --------------------------------- |
| 7,62×39 мм, БЗ               | 3                         | 58                      | 20,8                      | 64%                                 | 133                      | 56                         | 58%                               |
| 7,62×54 мм Б-32              | 3                         | 104                     | 33,5                      | 68%                                 | 248                      | 86                         | 65%                               |
| 7,62×54 мм Б-32              | 1                         | 55                      | 24,8                      | 55%                                 | 115                      | 67,5                       | 41%                               |
| 20 мм FSP Vуд630 м/с         | 1                         | 55                      | 44                        | 20%                                 | 132                      | 114                        | 14%                               |
| 20 мм FSP Vуд770 м/с         | 1                         | 70                      | 52                        | 26%                                 | 160                      | 125                        | 22%                               |

Как отмечалось выше, в годы Второй мировой войны и после неё толщины авиационной прозрачной брони для защиты от 7,62-мм бронебойной пули типа Б-32, при стрельбе с дистанции порядка 30 м, составляли около 60 мм. Живучесть брони — 1 попадание в стеклоблок.
Данные, представленные в таблицах,  наглядно показывают, что предъявляемое в настоящее время требование обеспечения живучести брони при обстреле, т.е. сохранения её противопульной стойкости при заданном (ограниченном) расстоянии между поражениями (120 мм), приводит к практически двукратному (с 55 до 96—104 мм) увеличению толщины и массы (соответственно со 132 до 224—248 кг/м2) брони. Одновременно требование по живучести прозрачной брони боевых машин сухопутных войск дополнено условием, выдерживать более сильные средства поражения, представленные, в первую очередь, 20 мм осколочным имитатором FSP или 7,62-мм пулей FFV с металлокерамическим (WC) сердечником.